# فيسيرف
شركة فيسيرف، هي مزود عالمي لتكنولوجيا الخدمات المالية. يشمل عملاء الشركة البنوك ، والتوفيرات ، والاتحادات الائتمانية ، وتجار وسطاء الأوراق المالية ، وشركات التأجير والتمويل ، وتجار التجزئة. في أكتوبر 2015 ، صنفت أمريكان بانكر وشركة باي في المرتبة الثالثة من حيث الإيرادات بين مزودي التكنولوجيا للبنوك الأمريكية. أفادت فيسيرف أن إجمالي الإيرادات بلغ 10.187 مليار دولار في 2019.  في صيف 2018 ، حصلت فيسيرف على حقوق التسمية في منتدى فيسيرف، موطن ميلووكي باكس، لمدة 25 عامًا. تحتل  فيسيرف المرتبة 139 من بين 331 شركة تم إدراجها في قائمة فورتشن 2000 «أكثر الشركات إعجابًا في العالم» للعام السابع على التوالي في القائمة ، والمرة العاشرة في آخر 12 عامًا.

## روابط خارجية
- الموقع الرسمي
- - بيانات النشاط التجاري لـ Fiserv: مالية جوجل
  - ياهو! المالية
  - رويترز
  -  إيداع هيئة الأوراق المالية والبورصات